# Proholaster
Proholaster is een geslacht van uitgestorven zee-egels uit de familie Collyritidae.

## Soorten
- Proholaster auberti Gauthier, 1896 † Berriasien, Tunesië.